# Surrogatmödraskap
Surrogatmödraskap eller värdmödraskap innebär att en kvinna för andras räkning genomgår en graviditet och en förlossning. Graviditeten kommer till stånd genom att införa ett befruktat ägg i livmodern på den kvinna som genom graviditet ska bära barnet. Vanligen är uppdragsgivarna även de genetiska föräldrarna, men det förekommer att ägget doneras av surrogatmodern eller av en annan känd eller okänd givare. Surrogatmammor används oftast av par som biologiskt inte själv kan få barn eller genomgå en graviditet. 
Surrogat kommer av latin surrogatum, perfekt participium av surrogare, 'välja i stället för en annan'. Surrogat används vanligen i betydelsen "ersättning för".

## Etiska aspekter
Europaparlamentets resolution från 2011 slår fast att surrogatmödraskap är ett allvarligt problem som utnyttjar kvinnors kroppar och reproduktiva organ.

### UNHCR
FN:s särskilda rapportör mot handel och sexuella övergrepp mot barn presenterade en rapport om surrogatmödraskap i januari 2018. I rapporten slås fast att kränkningar av såväl surrogatmödrar som barn är väldokumenterat i samband med surrogatmödraskap.  Kränkningar presenteras som särskilt vanligt förekommande vid kommersiellt surrogatmödraskap. 
"Surrogacy, in particular commercial surrogacy, often involves abusive practices. Furthermore, it involves direct challenges to the legitimacy of human rights norms, as some of the existing legal regimes for surrogacy purport to legalize practices that violate the international prohibition on sale of children, as well as other human rights norms. Moreover, many of the arguments provided in support of these legal regimes for commercial surrogacy could, if accepted, legitimate practices in other fields, such as adoption, that are considered illicit. Thus, if this type of governing legal regime becomes accepted, whether as international or national law, or through recognition principles, it would undermine established human rights norms and standards."  
Vidare presenteras ett antal kriterier för när surrogatmödraskap är att anse som handel med barn. Kriterier för att det ska vara handel med barn anges att det ska ske en betalning eller annan ersättning för överföring av barnet.
Kommersiellt surrogatmödraskap skulle enligt rapportören inte behöva utgöra handel med barn ifall betalningen inte sker i samband med eller efter att barnet överlämnas, samt att surrogatmamman har ett fritt val att förbli vårdnadshavare utan att detta påverkar ersättningen. Rapportören anger att det i dagens läge normalt sett är så att kommersiellt surrogatmödraskap är att anse som handel med barn. Därför anger rapportören att staterna bör inrätta förbud mot kommersiellt surrogatmödraskap om de inte inrättar ett system som kan garantera att förfarandet inte utgör en handel med barn.
Liknande resonemang förs kring altruistiskt surrogatmödraskap, där verksamheten enligt rapportören behöver vara välreglerad för att vara förenlig med grundläggande principer för mänskliga rättigheter.

## Juridisk status
Värdmödraskap är förbjudet i de flesta europeiska länder, inklusive Sverige, men tillåtet i bland annat Storbritannien, Nederländerna och Grekland. I USA regleras det på delstatlig nivå och är tillåtet bland annat i Kalifornien och i Florida.[källa behövs]

### Indien
I Indien är endast altruistiskt surrogatmödraskap lagligt i nutid. Reglerna kring surrogatmödraskap har förtydligats och förbjuder nu utländska par och homosexuella par från att använda en värdmamma. Idag är det endast indiska par som är ofrivilligt barnlösa som kan använda sig av altruistiskt surrogatmoderskap. Paret måste då vara gifta i minst fem år och surrogatmodern behöver vara en nära släkting till paret.

### Storbritannien
I Storbritannien är altruistiskt värdmödraskap tillåtet för par, men en majoritet av barnen som föds efter surrogatmödraskap föds efter behandlingar utomlands. Kliniker som utför surrogatbehandlingar ska rapportera dessa behandlingar till Human Fertilisation and Embroylogy Authority, HFEA. HFEA har ett kvalitetssystem för att kontrollera att rapporteringen sker.
Efter förlossningen ska föräldraskapet fastställas genom en så kallad Parental order. Inför fastställelsen utreds frågan av den brittiska myndigheten Cafcass. Brittiska Ministry of Justice, MoJ, för statistik över antal fastställda föräldraskap.
För att föräldraskapet ska kunna fastslås krävs:
- Att de ansökande är gifta, har ingått registrerat partnerskap eller lever i en långvarig familjerelation utan att vara släkt
- Att minst en av de ansökande är genetiskt släkt med barnet
- Att graviditeten åstadkommits med assisterad befruktning
- Att barnet bor med de ansökande
- Att de ansökande bor i Storbritannien
- Att surrogatmodern och hennes eventuella partner samtycker av helt fri vilja
- Att ingen betalning utöver skälig kostnadsersättning har skett

Utifrån lagstiftningen ställs inga krav på värdmoderns hälsomässiga eller psykologiska förutsättningar innan behandlingen genomförs. Det är inte tillåtet att annonsera efter värdmödrar.
|                                                              | 2010 | 2011 | 2012 | 2013 | 2014 | 2015 | 2016 | 2017 |
| Antal barn födda efter värdmödraskap inom landet enligt HFEA | 59   | 70   | 42   | 78   | 59   | 105  | 79   |      |
| Antal parental orders, Ministry of Justice                   |      | 121  | 190  | 162  | 243  | 331  | 407  | 331  |

| Land               | 2014-15 | 2015-16 | 2016-17 | 2017-18 | 2018-2019 (to 2018-09-30) |
| Australien         | <6      | <6      | <6      |         |                           |
| Kanada             | <6      | <6      | <6      | 13      | <6                        |
| England            | 89      | 112     | 142     | 119     | 64                        |
| Indien             | 47      | 50      | 57      | 7       | <6                        |
| Irland             |         |         | <6      | <6      |                           |
| Nya Zeeland        |         |         | <6      |         |                           |
| Nigeria            | <6      | <6      | <6      | <6      |                           |
| Icke-UK andra      | 6       | 11      | 10      | 25      | 9                         |
| Ryssland           | <6      |         |         |         |                           |
| Skottland          | <6      | <6      | <6      | <6      |                           |
| Sydafrika          | <6      |         | <6      | 2       |                           |
| Thailand           | 12      | 8       | <6      | <6      | <6                        |
| Ukraina            | <6      | <6      | <6      | 20      | 19                        |
| USA                | 48      | 71      | 71      | 77      | 35                        |
| Wales              |         | <6      | 6       | 6       | <6                        |
| Okänt              | 14      | 11      | 7       | <6      |                           |
| Information saknas | 14      | 18      | 4       | 5       | 3                         |
| Total              | 242     | 295     | 314     | 281     | 136                       |

Antal barn som föds inom landet skiljer sig mellan Cafcass data och data från HFEA. En delorsak till detta är att en mindre del inhemska värdmödraskap sker efter heminseminationer utan inblandning från kliniker.
Det verkliga antalet personer från Storbritannien som reser utomlands för värdmödraskap är okänt. Siffrorna ovan inkluderar endast de som ansöker om parental orders, vilket går att kringgå för de som reser till länder där värdmodern inte får vårdnaden vid förlossningen.  Vidare är det inte möjligt att få föräldraskapet fastställt för ensamstående. Därigenom finns en grupp med okänd storlek som inte syns i statistiken ovan.
I november 2015 publicerades en rapport i samarbete mellan Kent law school och lobbyorganisationen Surrogacy UK. Rapporten drog slutsatsen att en majoritet av de par som blev föräldrar via surrogatmödraskap använde inhemskt och altruistiskt värdmödraskap. Rapporten hade ett flertal metodfel och i en uppföljningsrapport reviderades den slutsatsen. Trots detta fortsätter påståendet att få spridning i Sverige.

### Sverige
Surrogatmödraskap var (2022) inte reglerat i Sverige, men den allmänna hälso- och sjukvården får inte heller hjälpa till med den typen av assisterad befruktning. Dessutom har de blivande biologiska föräldrarna (de som donerat spermier och ägg) inte laglig föräldrarätt till barnet. De kan endast klassas som föräldrar om surrogatmamman efter barnets födsel avsäger sig föräldraskapet och adopterar bort barnet till dem.
I den statliga utredningen Olika vägar till föräldraskap når utredningen slutsatsen att varken altruistiskt eller kommersiellt surrogatmödraskap bör tillåtas i Sverige idag. De anledningar som framförs mot kommersiellt surrogatmödraskap är att det dels inte harmoniserar med andra EU-länder och dels är svårförenligt med de förbud som finns mot handel med kvinnor och barn samt med andra regler som syftar till att tillgodose kvinnors och barns rättigheter på ett bra sätt.
Argumenten som framförs mot altruistiskt surrogatmödraskap är att det finns allvarliga kunskapsluckor kring barnens mående och att det finns risker för påtryckningar mot surrogatmodern som riskerar att leda till dold kommersialisering och bristande frivillighet. Mot altruistiskt surrogatmödraskap framförs också argumentet att principen för mater est, att den som föder ett barn är juridisk moder till barnet, blir komplicerad. Då surrogatmamman ska ha rätt att ångra sig kan det enligt utredningen uppstå komplicerade situationer där svåra konflikter går ut över barnet.

### USA
Antalet barn som fötts via värdmödraskap i USA har ökat kraftigt senaste åren. Mellan åren 1999 och 2013 föddes över 18400 barn endast i USA vid värdmödraskap. Två av världens största organisationer för gynekologer och förlossningsläkare, American Collage of Gynacologist and Obstetricians (ACOG) samt American Society of Reproductive Medicine (ASRM) ställer sig båda positiva till värdmödraskap.

## Debatt
Surrogatmödraskap är ett omdiskuterat ämne, och det ses i många politiska läger som ett utnyttjade av och ett övergrepp mot en kvinnas kropp. Argumentationen är att en surrogatmoder, på grund av prioriteringen på det kommande barnet, under nio månaders får uppge sin fullständiga makt över sin kropp. Kritiker eller motståndare mot praktiken är ofta även motståndare mot sexarbete och pornografi, andra fenomen där kvinnors kroppar används/utnyttjas och stereotypa könsroller anses bekräftas eller förstärkas.
I motståndet emot surrogatmödraskap förenas ofta feminister med konservativa röster. Denna politiska "allians" finns ofta även i skepticismen kring prostitution och lagstiftning som underlättar självidentifierat kön för transpersoner.